# 賈氏擬雀鯛
賈氏擬雀鯛為鱸形目鱸亞目擬雀鯛科的其中一種，為熱帶海水魚，分布於太平洋區，從澳洲大堡礁至薩摩亞群島海域，深度1-18公尺，本魚體延長，體色為橘紅色至紅色，尾柄上原有一黑色圓斑，背鰭硬棘3枚；背鰭軟條24-26枚；臀鰭硬棘3枚；臀鰭軟條13-14枚，體長可達5.5公分，棲息在珊瑚礁平臺及潟湖，生活習性不明。

## 擴展閱讀
維基物種上的相關：賈氏擬雀鯛